# Crisante
Crisante  è un nome proprio di persona italiano maschile.

## Varianti
- Maschili: Crisanto[1][2], Grisante[1]
- Femminili: Crisanta[2]

### Varianti in altre lingue
- Catalano: Crisant[3]
- Greco antico: Χρυσανθος (Chrysanthos)[1][2][4], Chrysanthes[1]
  - Femminili: Χρυσάνθη (Chrysanthe)[4]
- Greco moderno: Χρυσανθος (Chrysanthos)[4]
  - Femminili: Χρυσάνθη (Chrysanthī)[4]
- Latino: Chrysanthus[1], Chrysanthes[1]
- Polacco: Chryzant
- Russo: Хрисанф (Chrisanf)
- Spagnolo: Crisanto[3]
- Tedesco: Chrysanth

## Origine e diffusione
Deriva dal nome greco Χρυσανθος (Chrysanthos), composto da χρυσος (chrysos, "oro", "dorato") e ανθος (anthos, "fiore", "bocciolo"); il significato complessivo può essere interpretato come "fiore d'oro", "fiore dorato", analogo a quello di Rosaura. Il primo elemento si trova anche nei nomi Crisostomo e Criseide, il secondo in Antea, Antusa e Antimo.
La diffusione di questo nome, che era comune nell'impero romano, soprattutto nelle regioni di lingua greca, è dovuta principalmente al culto di vari santi così chiamati, in particolare il martire di Roma. È comunque piuttosto raro: in Italia, negli anni settanta, se ne contavano soltanto 250 occorrenze circa, varianti incluse; era accentrato in Lazio, Abruzzo e Molise, con l'eccezione della forma Grisante, diffusa al Nord, specie in Toscana e nel Torinese.

## Onomastico
L'onomastico viene festeggiato il 25 ottobre in ricordo di san Crisante o Crisanto, martire con la moglie Daria a Roma sotto Numeriano. Un altro santo con questo nome, sacerdote venerato a Pavia, è commemorato il 15 maggio.

## Persone

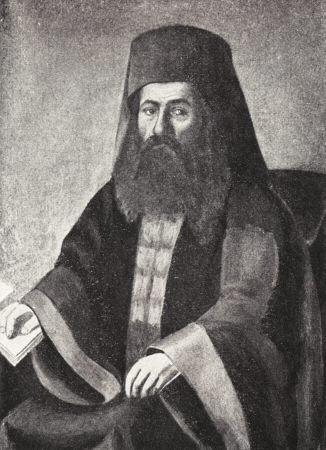
Crisanto di Costantinopoli

### Variante Crisanto
- Crisanto, vescovo romano
- Crisanto, patriarca di Costantinopoli
- Crisanto, patriarca di Gerusalemme
- Crisanto Del Cioppo, compositore e direttore d'orchestra italiano
- Crisanto Luque Sánchez, cardinale e arcivescovo cattolico colombiano

### Altre varianti
- Crisant Bosch, calciatore spagnolo